# Dos bretonas bajo un manzano en flor
Dos bretonas bajo un manzano en flor (Deux bretonnes sous un pommier en fleurs en francés) es un cuadro del pintor francés Paul Sérusier acabado en 1892. Esta pintura responde a la estética del llamado movimiento nabí, del cual Sérusier era uno de los promotores, así como a la de la llamada Escuela de Pont-Aven con la cual el pintor mantenía vínculos estrechos. La obra se exhibe en el Museo Thyssen-Bornemisza de Madrid.

## Análisis de la obra y contexto artístico
Este cuadro responde a las coordenadas estéticas puestas en práctica por Sérusier después de su visita a Pont-Aven (Bretaña) en 1888, donde conoció a Paul Gauguin, quien lo impulsó a explorar el uso de colores intensos y planos. Para Sérusier Bretaña se convirtió en una especie de patria espiritual. La representación de las gentes del país, especialmente las mujeres, es frecuente en su obra. Según afirma Guillermo Solana, «reunidas por parejas o en grupos, absortas y en actitud contemplativa, estas mujeres "primitivas" encarnan una silenciosa comunión con la naturaleza, inaccesible al espectador masculino y "civilizado". Así, estas dos bretonas parecen íntimamente vinculadas al árbol, como si participaran en su florecimiento».
El estilo de la obra revela la influencia de la pintura japonesa de estampas, a la cual Sérusier era aficionado. En opinión de Caroline Boyle-Turnes, este cuadro «combina aspectos de las obras de estilo japonés de Sérurier con la pintura monumental de figuras». La disposición de los colores, con áreas de color vivo extendido entre zonas oscuras, y la ausencia de profundidad son características del estilo posimpresionista de Sérurier, compartido con otros representantes de la Escuela de Pont-Aven.

## Historia y ubicación
Paul Sérusier habría regalado este cuadro a su amigo, también pintor dentro de la misma línea estética nabí, Paul Ranson. A la muerte de Ranson la obra pasó a manos de su hijo Michel. La siguiente noticia que se tiene de la obra es que fue subastada en la casa londinense Sotheby's en 1988. Diez años después la obra reaparece en esta misma casa de subastas, momento en que es adquirida por Carmen Cervera, baronesa consorte de Thyssen, para su colección particular. Como otras obras de esta colección, el cuadro se encuentra cedido en depósito para su exhibición en el Museo Thyssen-Bornemisza de Madrid. Allí se puede ver en la sala L3, dedicada a la pintura europea impresionista y posimpresionista.